# Ragmala
Le Ragmala ou Ragamala est le titre d'une composition de douze versets qui est incluse dans le livre saint du sikhisme, le Guru Granth Sahib. Ce mot est l'assimilation du terme Rag qui signifie composition musicale et le terme mala: chaine de perles, chapelet. Cet écrit apparait après le Mundavani œuvre de Guru Arjan, mais n'a lui-même pas d'auteur connu. Le Ragmala est contesté par quelques sikhs, plus ou moins hors du mouvement principal; le Comité Shrimonani, instance dirigeante du Panth, la communauté, a validé ce texte comme faisant partie à part entière du Livre saint des sikhs. Le système musical donné par le Ragmala est proche de ceux utilisé en Inde au XVIIe siècle.